# أسبروزين
الأسبروزين هو هرمون بروتيني تنتجه الثدييات في الأنسجة (الدهنية البيضاء) ويحفز الكبد على إطلاق الجلوكوز في مجرى الدم. يتم تشفير الأسبروزين بواسطة الجين إف بي إن 1 كجزء من بروتين البروفيبريلين ويتم إطلاقه من الطرف C للأخير عن طريق تحلل بروتيني محدد. في الكبد، ينشط الأسبروزين إطلاق الجلوكوز السريع عبر مسار معتمد على الأدينوزين الحلقي (أحادي فوسفات الأدينوسين الحلقي).

## اكتشافه
تم التعرف على الأسبروزين لأول مرة من قبل الدكتور أتول شوبرا وزملائه في كلية بايلور للطب باعتباره منتج انقسام C- الطرفي لمنتج الجين إف بي إن 1 البروفيبريلين. لقد وجدوا طفرات في جين إف بي إن 1 في مريضين مصابين بالحثل الشحمي الجزئي الخلقي ومظهر البروجيويد.  المريضان هما ليزي فيلاسكيز وأبي سولومون.  وقد تبين أن اقتطاع بروتين إف بي إن 1 لدى هؤلاء المرضى له نتيجتان على إنتاج البروتين: بروتين الفيبريلين المتحور/المقطوع ومستويات الأسبروسين في البلازما منخفضة للغاية (من التأثير السلبي السائد المفترض).   سُميت هذه الحالة منذ ذلك الحين بمتلازمة مارفانويد-بروجيرويد- الحثل الشحمي أو متلازمة بروجيرويد الوليدية.

## انقسام البروفيبريلين وإفراز الأسبروزين
تبدأ آلية الأسبروزين بانقسام البروفيبريلين. في حين أن الموقع الخلوي المحدد لانقسام البروفيبريلين غير معروف إلى حد كبير، فمن المتوقع أن يحدث بين شبكة ترانس جولجي وسطح الخلية، أو عند إفراز الفيبريلين-1. يشق فيورين الأسبروسين في نموذج RCK/RR في مجال الطرف C. يعد حدث الانقسام هذا مهمًا لأنه مطلوب لدمج الفيبريلين -1 في المصفوفة خارج الخلية. وبما أن الفورين يتم التعبير عنه في عدد كبير من خطوط الخلايا والأنسجة، فإن وجود هذا الإنزيم أو عدمه لا يؤدي إلى تضييق المواقع المحتملة لإفراز الأسبروزين.
تشير الدلائل إلى أن الأسبروسين يفرز من الأنسجة الدهنية البيضاء، والتي تمثل 5-50٪ من وزن جسم الإنسان ومن المعروف بالفعل أنها تفرز الأديبوكينات مثل الليبتين والأديبونيكتين. بينما يتم التعبير عن إف بي إن 1 في العديد من الأنسجة، فإن أعلى تعبير له في كل من البشر والفئران يكون في الدهون البيضاء. ومع ذلك، بما أن إف بي إن 1 وبالتالي الأسبروزين يتم التعبير عنه على نطاق واسع في العديد من الأنسجة البشرية، فمن المحتمل أن الدهون البيضاء ليست المصدر الوحيد للأسبروزين في البلازما. كانت هناك أدلة تربط إفراز الأسبروزين من الخلايا الليفية الجلدية البشرية من النوع البري مما يشير إلى أنه قد يتم إفرازه من الجلد. تم اكتشاف أيضًا أن خلايا بيتا البنكرياسية والجزر الأولية البشرية التي تحتوي على خلايا بيتا تفرز الأسبروزين ويتم تحفيز هذا الإفراز بواسطة بالميتات بطريقة تعتمد على الجرعة. كما تم اكتشاف الأسبروزين في عينات اللعاب.

## وظيفته
بمجرد دخوله إلى الدورة الدموية، يستهدف الأسبروسين الكبد والدماغ.

### وظيفة في الكبد
يقوم الكبد بتخزين الجلوكوز الزائد على شكل جليكوجين بعد تناول الوجبة استجابة للأنسولين. بين الوجبات (أو أثناء الصيام)، يتم تحفيز الكبد لتكسير هذا الجليكوجين لإطلاق الجلوكوز (تحلل الجليكوجين) وكذلك تصنيع الجلوكوز الجديد (تكوين السكر). يتم إطلاق هذا الجلوكوز في مجرى الدم للحفاظ على الوظيفة الطبيعية للدماغ والأعضاء الأخرى التي تحرق الجلوكوز للحصول على الطاقة. يتم تحفيز تحلل الجليكوجين وتولد السكر بواسطة هرمونات مثل الجلوكاجون الذي ينشط مسار AMP الحلقي في خلايا الكبد، وهذا cAMP يعزز تنشيط الإنزيمات الأيضية التي تؤدي إلى إنتاج الجلوكوز وإطلاقه؛ الأسبروزين يستخدم نفس نظام التحكم. 
تم التوصل إلى أن الأسبروزين يحفز إطلاق الجلوكوز من خلايا الكبد، وقد تم التوصل إلى تضاعف مستويات البلازما من الأسبروزين في الفئران السمينة التي تتغذى على نسبة عالية من الدهون. ومع ذلك، في دراسة أجريت عام 2019، أبلغت مجموعة تكرار الأدوية عن عدم قدرتها على تكرار هاتين الملاحظتين الرئيسيتين باستخدام أشكال متعددة من الأسبروزين المؤتلف، مما يشير إلى أن المشكلات المتعلقة بنقاء الكاشف ربما كانت مسؤولة عن التأثير الملحوظ في دراسة الأسبروزين الأولية. ومع ذلك، ذكرت مجموعة ثالثة في عام 2019 أنها حددت مستقبل الأسبروزين، وهو من عائلة المستقبلات الشمية GPCR التي يتم التعبير عنها في خلايا الكبد، وأظهرت أن مستويات الأسبروزين في البلازما زادت مع الصيام واتباع نظام غذائي عالي الدهون، وأن الأسبروزين حفز إطلاق الجلوكوز في الفئران العادية. (مما يؤكد الدراسة الأصلية) ولكن الفئران التي تفتقر إلى هذا المستقبل لم تكن قادرة على الاستجابة للأسبروزين عن طريق إطلاق الجلوكوز. المستقبل الكبدي للأسبروزين هو OR4M1. وقد أكدت ثلاث دراسات إضافية منذ ذلك الحين وظيفة الأسبروسين في تكوين الجلوكوز.

### وظيفة في الدماغ
يمكن للأسبروزين أيضًا الخروج من مجرى الدم وعبور حاجز الدم في الدماغ ليعمل في الدماغ. أول إشارة إلى أن الأسبروسين كان في الواقع بروتين السائل النخاعي (CSF)، بالإضافة إلى كونه بروتين البلازما، كان ملاحظة الأسبروسين في السائل النخاعي لدى الفئران بتركيزات أقل بـ 5 إلى 10 أضعاف من البلازما. بالإضافة إلى ذلك، أظهر الأسبروسين الذي تم حقنه عن طريق الوريد قدرة كبيرة على عبور حاجز الدم في الدماغ والدخول إلى السائل الدماغي الشوكي.
الآلية المركزية لتنظيم الشهية هي عن طريق الخلايا العصبية AgRP المنشأ والخلايا العصبية POMC فقدان الشهية في النواة المقوسة في منطقة ما تحت المهاد. يقوم الأسبروزين بتنشيط الخلايا العصبية AgRP المنشأ بشكل مباشر، وباستخدام الناقل العصبي GABA، يثبط بشكل غير مباشر الخلايا العصبية POMC المسببة لفقد الشهية.
يتم التوسط في التأثيرات الأصلية للأسبروسين من خلال الارتباط بدلتا مستقبلات بروتين تيروزين فوسفاتيز (PTPRD). يؤدي الاستئصال الوراثي لـ PTPRD إلى النحافة الشديدة وفقدان الشهية. وبشكل أكثر تحديدًا، يمكن أن تحدث مقاومة السمنة الناجمة عن النظام الغذائي من خلال فقدان PTPRD في الخلايا العصبية AgRP. عندما يرتبط الأسبروزين بـ PTPRD، يؤدي ذلك إلى إزالة الفسفرة وإلغاء تنشيط ستات3. يتم التعبير عن PTPRD بشكل كبير في جميع أنحاء الدماغ بأكمله، وخاصة في المخيخ ونصف الكرة المخيخية. يتم أيضًا التعبير عن PTPRD بشكل كبير في الشرايين التاجية والشريان الأبهر والمبيضين.

## تصنيفه
الأسبروسين هو هرمون بروتيني، ولكنه فريد من نوعه في جيله باعتباره منتج انقسام الطرف C لبروتين كبير من المصفوفة خارج الخلية. ولذلك، فقد تم افتراض أنه ينتمي إلى فئة فرعية جديدة من هرمون البروتين: كاودامين. وقد تم وضعه في هذه الفئة الفرعية مع الهرمونات: الإندوستاتين والإندوتروفين والبلاسنسين. يتم اشتقاق أعضاء هذه الفئة من حدث الانقسام الذي يولد أيضًا بروتينًا غير هرموني أكبر بكثير وغير مرتبط وظيفيًا. تم تسمية الفئة الفرعية باسم caudamins، من الكلمة اللاتينية cauda التي تعني "الذيل".

## أهمية سريرية

### أسبروزين
السمنة هي حالة يعاني فيها الشخص من زيادة في الدهون في الجسم بشكل عام.، وبالنظر إلى أن الأسبروزين يفرز بواسطة الأنسجة الدهنية، فليس من المستغرب أن يظهر كل من البشر والفئران الذين يعانون من السمنة المفرطة مستويات مرتفعة مرضيًا من الأسبروزين مقارنة مع الأشخاص الخاضعين للمراقبة. المرضى الذين يعانون من مقاومة الأنسولين والسمنة لديهم مستويات مرتفعة من الأسبروزين في الدم، والمرضى الإناث المصابات بمتلازمة المبيض المتعدد الكيسات لديهم مستويات عالية بشكل خاص في المصل. المرضى الذين يعانون من السمنة المفرطة والذين يخضعون لجراحة السمنة لإنقاص الوزن يظهرون انخفاضًا في مستويات الأسبروزين في المصل بعد الجراحة.
وبالتالي فإن فرط البلع الناجم عن الأسبروزين وإنتاج الجلوكوز الكبدي يمكن أن يكونا آليات تؤدي إلى تطور متلازمة التمثيل الغذائي.

### فيبريلين -1
يعد الفيبريلين-1 مهمًا لتكوين الألياف المرنة في الأنسجة الضامة، والمرضى الذين يعانون من طفرات في جين إف بي إن 1 يظهرون متلازمة مارفان. الأفراد الذين يعانون من متلازمة الحثل الشحمي مارفانويد- بروجيرويد (MPL) يعانون من نقص في الأبروسين بسبب الطفرات التي تؤثر على النهاية الكربوكسية لبروتين البروفيبريلين-1 ومعالجته إلى فيبريلين-1 وأسبروسين. 

## إمكانات علاجية
في اختبار استنفاد الأسبروزين الدوائي في الحيوانات، أثارت النتائج الأولية إمكانية استخدامه علاجيًا في علاج مرض السكري من النوع 2 والسمنة. على سبيل المثال، لاحظ تشوبرا وزملاؤه أنه عندما تم حقن الأجسام المضادة التي تستهدف الأسبروزين في الفئران المصابة بداء السكري، تحسنت مستويات الجلوكوز في الدم والأنسولين.  

### الأجسام المضادة وحيدة النسيلة المضادة للأسبروزين
أثبت ميشرا وزملاؤه أن مضادات الأسبروزين mAbs (الأجسام المضادة وحيدة النسيلة) هي علاج مزدوج التأثير يستهدف الركيزتين الأساسيتين لمتلازمة التمثيل الغذائي والإفراط في التغذية وعبء الجلوكوز في البلازما. على وجه التحديد، ثبت أن مضادات الأسبروزينmAbs تقلل نسبة الجلوكوز في الدم والشهية ووزن الجسم في نماذج بيئية ووراثية مختلفة لمتلازمة التمثيل الغذائي. وقد أدت هذه النتائج إلى بذل جهد لتحسين وتطويرmAbs المضاد للأسبروزين من الدرجة السريرية لاستخدامه في البشر.
كما تم الإبلاغ عن أن الأسبروزين يعبر حاجز الدم في الدماغ لتنظيم الخلايا العصبية في منطقة ما تحت المهاد في الدماغ المعروفة بتنظيم الجوع والشبع ، كما أن تثبيط الأسبروزين في الفئران السمينة أدى إلى انخفاض التغذية وأدى إلى انخفاض وزن الجسم. 